# Prasat Sangkha

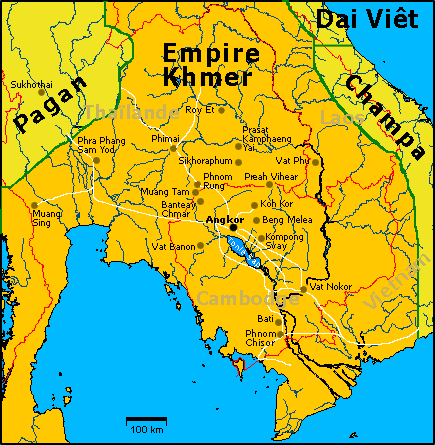
Principaux sites khmers

Le Prasat Sangkha est un petit temple khmer situé à proximité de Sangkha, dans la province de Surin (Thaïlande). C'est un bâtiment en brique, complètement en ruine.

## Photographies

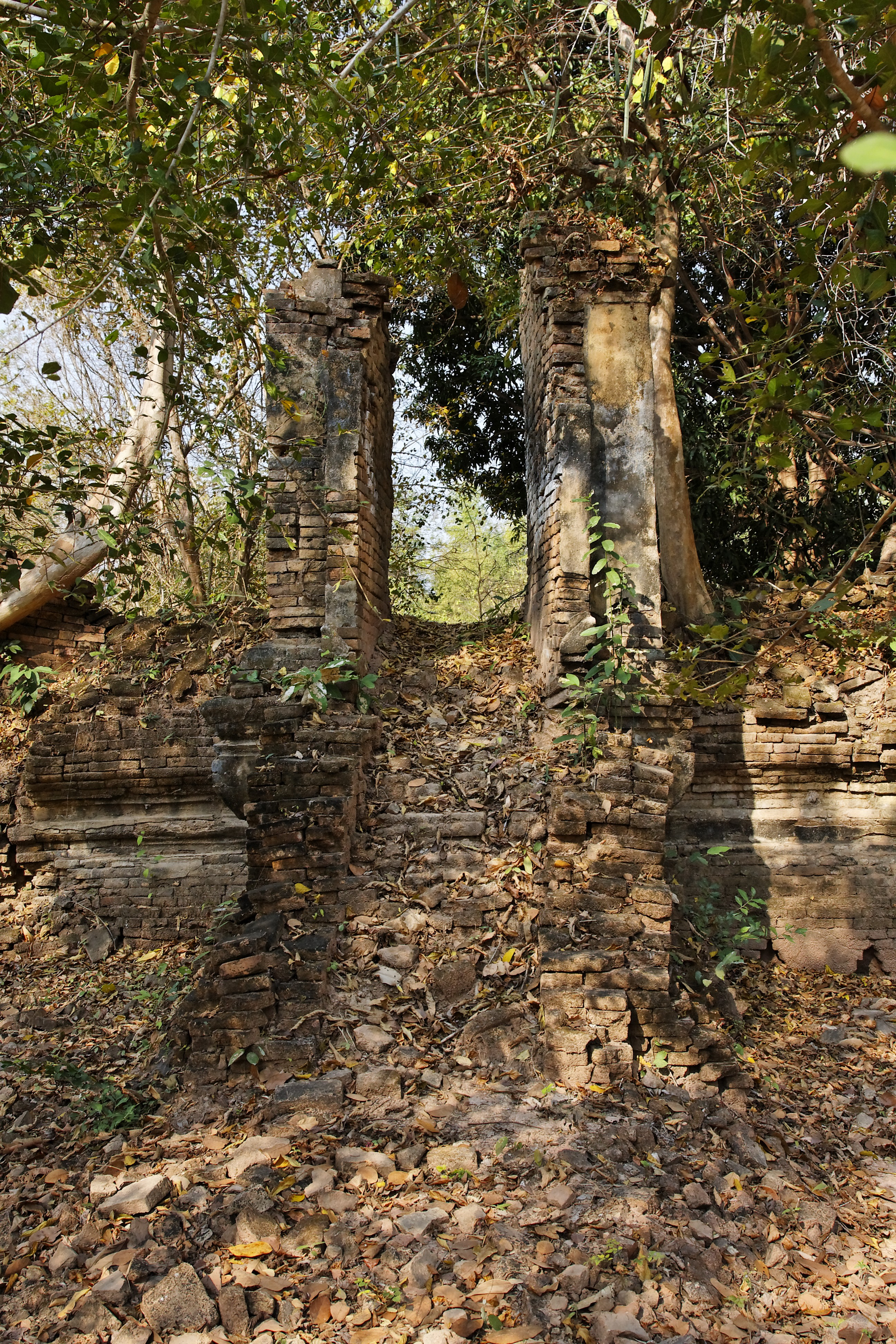
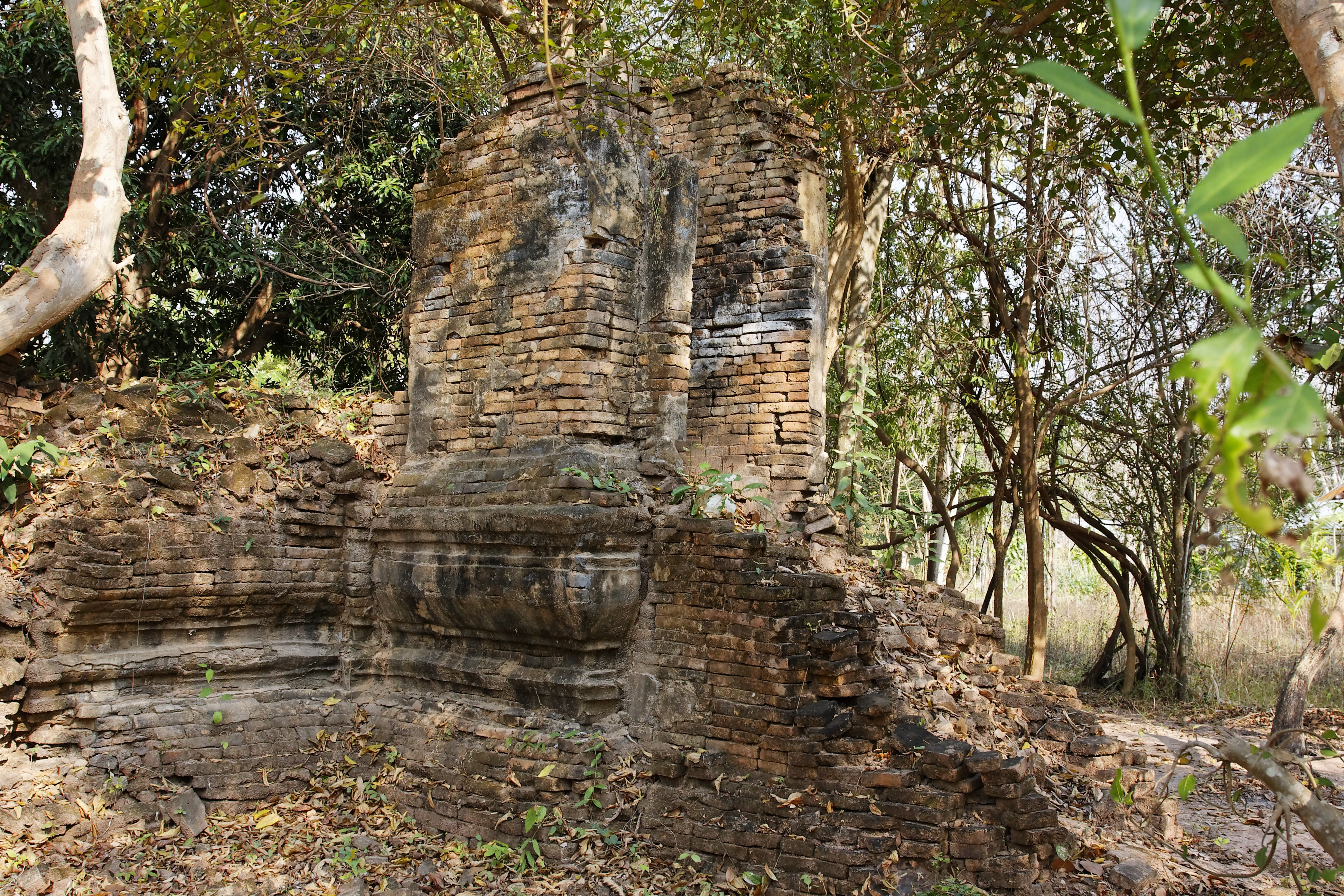